# Вестерхоф, Ханс
Ханс Ве́стерхоф (нидерл. Hans Westerhof; род. 24 ноября 1948, Терборг, Гелдерланд) — нидерландский футбольный тренер.

## Биография
Как игрок Вестерхоф выступал за клубы первого дивизиона чемпионата Нидерландов «Вендам» и «Камбюр». Свою тренерскую карьеру он начал в 1982 году с клубов низших лиг Нидерландов «Снек» и АХВ. Позднее тренировал клубы Эредивизи — «Гронинген» в 1988—1992 и 1994—1997 годах и «ПСВ Эйндховен» в 1992—1993 годах. В 2000 году после увольнения Яна Ваутерса временно исполнял обязанности главного тренера амстердамского «Аякса». В 2000—2002 годах возглавлял «Виллем II». В 2003 году Вестерхоф присоединился к мексиканской «Гвадалахаре», изначально курируя молодёжную академию клуба. Однако в октябре того же года был назначен главным тренером основной команды. По итогу клаусуры 2004 он был смещён с должности главного тренера, но остался в системе клуба. 3 июня 2005 года Вестерхоф был назначен главным тренером «Чивас США», «дочернего» клуба «Гвадалахары», после провального старта сезона под началом Томаса Ронгена. По окончании сезона он был заменён Бобом Брэдли и вернулся в «Гвадалахару» в качестве главного тренера. Перед апертурой 2007 Вестерхоф был назначен главным тренером «Некаксы». 12 июня 2008 года Вестерхоф стал главным тренером «Витесса» из Арнема. Он проработал на этой должности шесть месяцев и был уволен в декабре за неудовлетворительные результаты первой половины сезона. В 17 матчах под его руководством клуб набрал 15 очков и занимал в таблице 15 место из 18. Помимо тренерской работы Вестерхоф в течение ряда лет преподавал в Центральном институте спортивного образования (CIOS) в Херенвене.